# 애니메이션 영화
애니메이션 영화(Animated Film) 또는 극장판(劇場判) 혹은 극장판 애니메이션(劇場判Animation)은 애니메이션을 영화화한 작품이다.

## 같이 보기
- 일본의 애니메이션 영화 흥행 기록
- 애니메이션 영화 매출 순위 목록
- 극장판